# آدلف لنگ
 آدُلف لانگ (مجاری: Lang Adolf؛ زاده ۱۵ ژوئن ۱۸۴۸ – درگذشته ۲ مه ۱۹۱۳) یک معمار اهل مجارستان بود.